# Монгуш, Алибек Андреевич
Монгуш Алибек Андреевич (1 апреля 1981 года, с. Хандагайты, Овюрского района, Тувинской АССР) — мастер спорта России по кикбоксингу, выпускник 2014 года Тувинского государственного университета.

## Биография
Монгуш Алибек Андреевич родился 01 апреля 1981 года в с. Хандагайты, Овюрского района, Тувинской АССР. С 1987 по 1998 годы поступил и окончил Хандагайтинскую среднюю общеобразовательную школу. В 1998 году принят и год проработал учителем физической культуры в Ак-Дуругской средней школе. В 1999 году поступил в Тувинский государственный университет на Факультет физической культуры и спорта. В 2004 году, успешно окончив университет и получив квалификацию «педагог по физической культуре», устроился работать тренером-преподавателем по кикбоксингу в спортивный клуб при средней школе № 2 города Шагонара. В 2011 году переведён тренером-преподавателем по кикбоксингу ДЮСШ Улуг-Хемского кожууна и работает по настоящее время в РГБУ РТ «Спортивной школе Улуг-Хемского кожууна». В 2006 году прошёл аттестацию на высшую категорию тренера-преподавателя по кикбоксингу. В 2011 и 2016 годах вновь подтвердил свою категорию.
Женат, воспитывает двоих несовершеннолетних сыновей.

## Профессиональные, карьерные достижения
Особое место в тренерской работе Монгуша занимает сберегающая здоровье технология и физическое совершенство. Его воспитанники добились следующих результатов (не считая республиканских и районных соревнований):
1. Суруу Аяс — кандидат в Мастера спорта, 2-кратный победитель Первенства России; серебряный призёр Кубка мира в Сегеде (Венгрия) 2009 года; серебряный призёр Первенства Европы 2011 (Линьяно-Саббьядоро, Италия;
2. Кудер Алдын — кандидат в Мастера спорта, 2-кратный победитель Первенства России (2012—2013 гг); чемпион мира 2012 (Братислава, Словакия); Победитель Первенства Европы 2013 (Крыница-Здруй, Польша).
3. Доктугу Диана — Мастер спорта России международного класса, 3-кратная чемпионка России (2013, 2014, 2015); обладательница Кубка мира 2014 г. (Сегед, Венгрия); 2-кратная чемпионка мира (2013, 2015) (в Сан-Паулу и Белграде соответственно).
4. Тумат Сайын — КМС России по кикбоксингу, 2-кратный победитель Первенства России (2014, 2015); серебряный призёр Первенства мира 2014 г. (Римини, Италия).
5. Ховалыг Уран-Херел — Мастера спорта России по кикбоксингу, победитель Первенства России 2014 г.; серебряный призёр Первенства России 2015 г.; серебряный призёр Первенства мира 2014 г. (Римини); победитель Первенства Европы 2015 г. (г. Сан-Себестьян, Испания), серебряный призёр Первенства России (г. Грозный 2017 г) — выполнил норматив МС.

За достигнутые успехи в деле обучения и воспитания подрастающего поколения Алибек Монгуш награждён дипломами и грамотами районного и республиканского масштаба.

## Звания и награды
- 2006 г. — Почётна грамота Законодательной палаты Верховного Хурала Республики Тыва;
- 2009 г. — нагрудный знак «Отличник физической культуры и спорта Республики Тыва»;
- 2012 г. — Почётной грамота Верховного Хурала Парламента РТ;
- 2014 г. — Почётной грамота Главы-Председателя Правительства Республики Тыва;
- Призёр республиканского конкурса «Сердце отдаю детям»;
- Призёр кожуунного конкурса «Эрнин эрези».
- В 2016 году прошёл аттестацию на судью международной категории.